# Schnepfau
Schnepfau è un comune austriaco di 465 abitanti nel distretto di Bregenz, nel Vorarlberg.